# Weltraumteleskop

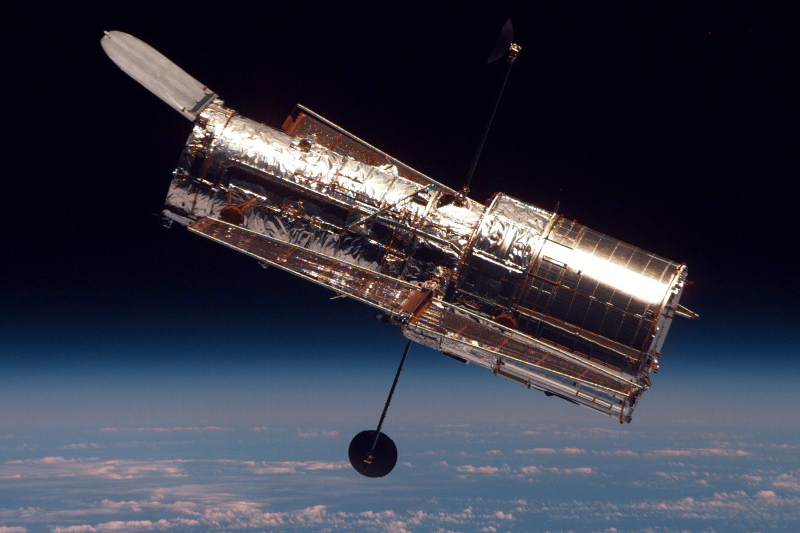
Foto des Hubble-Weltraumteleskops, aufgenommen aus dem Space Shuttle
Discovery nach Abschluss der zweiten Wartungsmission

Ein Weltraumteleskop ist ein Teleskop, das sich außerhalb der störenden Erdatmosphäre im Weltraum befindet. Vorteile des Weltraums für Teleskope sind fehlende Luftunruhe und Zugang zu von der Atmosphäre verschluckten Bereichen elektromagnetischer Strahlung wie Gammastrahlung, Röntgenstrahlung und Infrarotstrahlung. Zudem ermöglicht der Weltraum sehr lange Basislinien zum Beispiel in der Radiointerferometrie (siehe z. B. HALCA) oder für die Suche nach Gravitationswellen (siehe LISA).
Meist befinden sich Weltraumteleskope in einer Umlaufbahn um die Erde, neue Teleskope werden jedoch zunehmend an den Lagrange-Punkten der Erdbahn oder im Sonnenorbit positioniert. So befindet sich etwa das Sonnenobservatorium SOHO am inneren Lagrange-Punkt L1, von dem aus die Sonne ununterbrochen beobachtet werden kann. Die Sonde zur Erforschung der kosmischen Hintergrundstrahlung WMAP kreiste um den äußeren Lagrange-Punkt L2. Dort ist gleichzeitige Abschirmung störender Strahlung von Erde und Sonne einfacher. Das Spitzer-Weltraumteleskop wurde in einer Umlaufbahn um die Sonne eingesetzt.

## Liste von Weltraumteleskopen
Diese Liste gibt eine Auswahl von Weltraumteleskopen wieder.
| Name                   | Bild                              | Start                    | Ende         | Bereich                        | Betreiber         | Ziele |
| ---------------------- | --------------------------------- | ------------------------ | ------------ | ------------------------------ | ----------------- | --- |
| RAE-A                  | RAE-A                             | 1968                     |              | Radio                          | NASA              | |
| Uhuru (SAS-1)          | Uhuru                             | 1970                     | 1973         | Röntgen                        | NASA              | |
| OAO-3 (Copernicus)     | Orbiting Astronomical Observatory | 1972                     | 1981         | UV, Röntgen                    | NASA SRC          | |
| RAE-B                  | RAE-B                             | 1973                     | 1977         | Radio                          | NASA              | |
| COS-B                  | COS-B                             | 1975                     | 1982         | Gamma                          | ESA               | |
| IUE                    | IUE                               | 1978                     | 1996         | UV                             | NASA ESA SERC     | |
| IRAS                   | IRAS                              | 1983                     | 1983         | IR                             | NASA NIVR SERC    | |
| Astron                 | Astron                            | 1983                     | 1989         | UV, Röntgen                    | Sowjetunion CNES  | |
| EXOSAT                 | EXOSAT                            | 1983                     | 1986         | Röntgen                        | ESA               | |
| ASTRO-C (Ginga)        | Ginga                             | 1987                     | 1991         | Röntgen                        | ISAS              | |
| COBE                   | COBE                              | 1989                     | 1993         | Mikrowellen                    | NASA              | Vermessung der Hintergrundstrahlung |
| Hipparcos              |                                   | 1989                     | 1993         | Sichtbares Licht               | ESA               | Durchmusterung zur Erstellung eines Sternkatalogs |
| ROSAT                  |                                   | 1990                     | 1999         | Röntgen                        | DLR               | |
| Hubble                 | Hubble                            | 1990                     |              | Sichtbares Licht, UV, IR       | NASA ESA          | |
| CGRO                   | CGRO                              | 1991                     | 2000         | Gamma                          | NASA              | |
| Yohkoh                 | Yohkoh                            | 1991                     | 2001         | Röntgen                        | ISAS              | |
| EUVE                   | EUVE                              | 1992                     | 2001         | EUV                            | NASA              | |
| ASTRO-D (ASCA, Asuka)  | ASTRO-D                           | 1993                     | 2000         | Röntgen                        | ISAS              | |
| ISO                    |                                   | 1995                     | 1998         | IR                             | ESA               | |
| SOHO                   | SOHO                              | 1995                     |              | Sichtbares Licht, UV           | NASA ESA          | |
| RXTE                   | RXTE                              | 1995                     | 2012         | Röntgen                        | NASA              | |
| BeppoSAX               | BeppoSAX                          | 1996                     | 2002         | Röntgen                        | ASI               | |
| FUSE                   | FUSE                              | 1999                     | 2007         | UV                             | NASA              | |
| Chandra                | Chandra                           | 1999                     |              | Röntgen                        | NASA              | |
| XMM-Newton             | Newton                            | 1999                     |              | Röntgen                        | ESA               | |
| WMAP                   | WMAP                              | 2001                     | 2010         | Mikrowellen                    | NASA              | Vermessung der Hintergrundstrahlung |
| Integral               | Integral                          | 2002                     |              | Gamma                          | ESA               | |
| GALEX                  | GALEX                             | 2003                     | 2013         | UV                             | NASA              | |
| Spitzer                | Spitzer                           | 2003                     | 2020         | IR                             | NASA              | |
| MOST                   |                                   | 2003                     | 2019         | Sichtbares Licht               | CSA               | |
| Swift                  | Swift                             | 2004                     |              | Gamma                          | NASA              | |
| ASTRO-E (Suzaku)       | Suzaku                            | 2005                     |              | Röntgen                        | JAXA              | |
| ASTRO-F (Akari)        | Akari                             | 2006                     | 2011         | IR                             | JAXA              | |
| STEREO                 | STEREO                            | 2006                     |              | UV                             | NASA              | |
| COROT                  |                                   | 2006                     | 2013         | Sichtbares Licht               | CNES ESA          | Suche nach Exoplaneten mittels Transitmethode |
| AGILE                  | AGILE                             | 2007                     |              | Gamma                          | ASI               | |
| Fermi                  | Fermi                             | 2008                     |              | Gamma                          | NASA              | |
| Kepler                 | Kepler                            | 2009                     | 2018         | Sichtbares Licht, IR           | NASA              | Suche nach Exoplaneten mittels Transitmethode |
| Planck                 | Planck                            | 2009                     | 2013         | Mikrowellen                    | ESA               | Vermessung der Hintergrundstrahlung |
| Herschel               | Herschel                          | 2009                     | 2012 für HFI | IR                             | ESA               | |
| WISE                   | WISE                              | 2009                     | 2011         | IR                             | NASA              | Suche dunkler Objekte wie Asteroiden und Brauner Zwerge in der Nähe des Sonnensystems |
| RadioAstron (Spektr R) | RadioAstron                       | 2011                     | 2019         | Mikrowellen                    | Russland          | |
| NuSTAR                 | NuSTAR                            | 2012                     |              | Röntgen                        | NASA              | |
| NEOSSat                |                                   | 2013                     |              | Sichtbares Licht               | CSA               | |
| Gaia                   | Gaia                              | 2013                     |              | Sichtbares Licht               | ESA               | Durchmusterung zur Erstellung eines Sternkatalogs |
| ASTRO-H (Hitomi)       | Hitomi                            | 2016                     |              | Röntgen                        | JAXA NASA ESA CSA | |
| HXMT                   |                                   | 2017                     |              | Röntgen                        | CAS               | |
| TESS                   | TESS                              | 2018                     |              | sichtbares Licht, nahes IR     | NASA              | Suche nach Exoplaneten mittels Transitmethode |
| Spektr-RG              | Spektr-RG                         | 2019                     |              | Röntgen                        | ESA Roskosmos     | Himmelsdurchmusterung in verschiedenen Energiebereichen. |
| CHEOPS                 |                                   | 2019                     |              |                                | ESA               | Mithilfe der Transitmethode Größe, Masse und mögliche Atmosphären von bereits bekannten Exoplaneten (um helle, aber wenig aktive Sterne) zu bestimmen bzw. näher zu bestimmen |
| IXPE                   | IXPE                              | 2021                     |              |                                | NASA              | Untersuchung von Schwarzen Löchern, Neutronensternen und Pulsaren |
| James Webb             | James Webb                        | 2021                     |              | IR                             | NASA ESA CSA      | - Die Suche nach den ersten leuchtenden Objekten und Galaxien, die nach dem Urknall entstanden sind. - Verbesserung des Verständnisses der Strukturbildungsprozesse im Universum - Die Untersuchung der Entstehungsprozesse von Sternen und Planetensystemen, insbesondere die Erforschung von protoplanetarischen Scheiben - Konkrete Planetensysteme und ihre Eignung für Leben untersuchen |

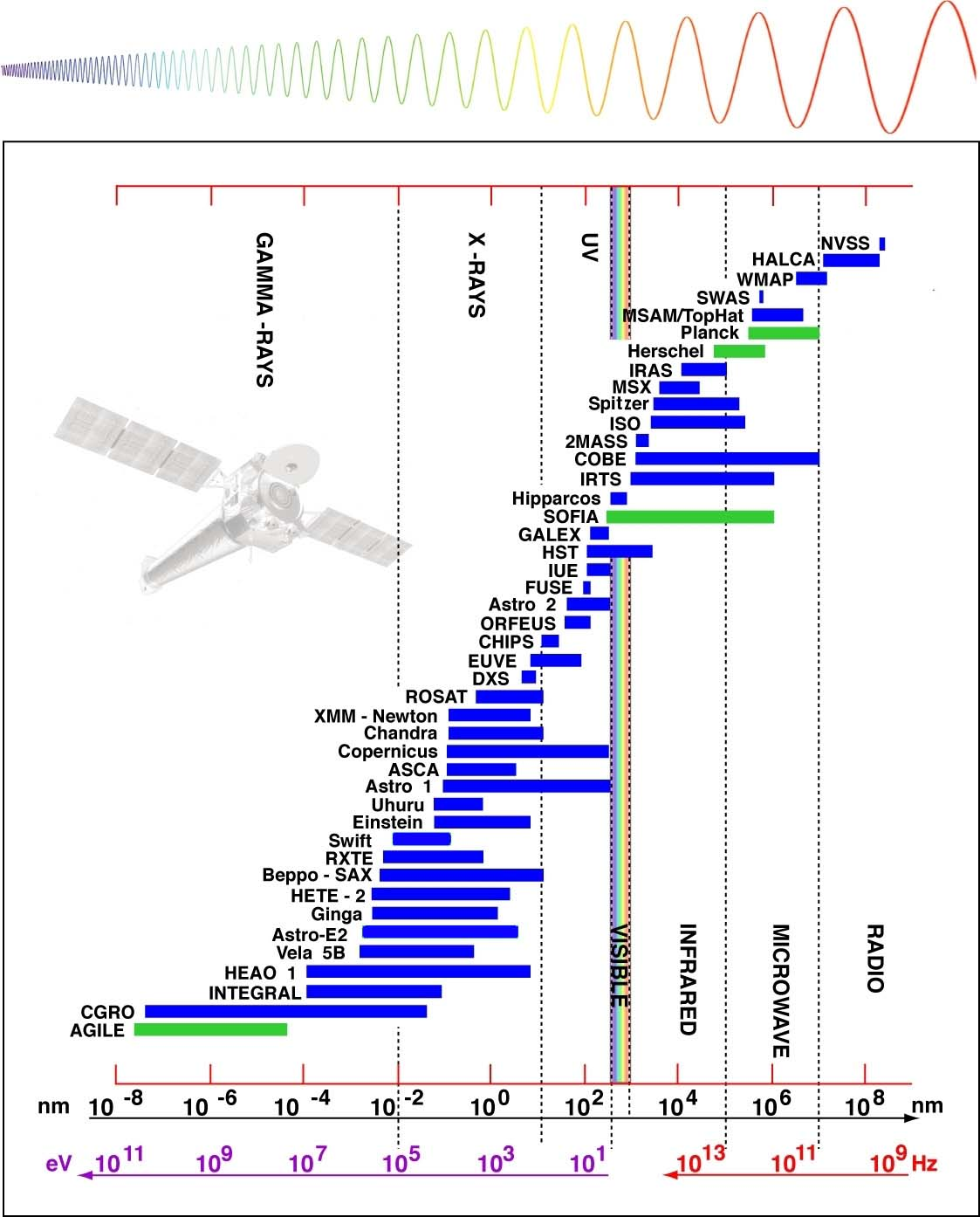
Weltraumteleskope und ihre Einsatzgebiete

| Euclid                 | Euclid                            | 2023                     |              | Sichtbares Licht, nahes IR     | ESA               | |
| Einstein Probe         |                                   | 2024                     |              | Röntgen                        | CAS               | Überwachung des gesamten Himmels mit Weitwinkelteleskop und Beobachtung von kurzen Ereignissen mit Präzisionsteleskop |
| SVOM                   |                                   | 2024                     |              | Röntgen, Gamma                 | CAS CNES          | Beobachtung von Gammablitzen und deren Nachglühen |
| SPHEREx                |                                   | 2025                     |              | Nahes IR                       | NASA              | Durchmusterung von Spektren von Galaxien |
| Xuntian-Teleskop       |                                   | 2025 oder 2026 (geplant) |              | UV, sichtbares Licht, nahes IR | CMSA              | Durchmusterung von 40 % des Himmels |
| PLATO                  |                                   | 2026 (geplant)           |              | Sichtbares Licht               | ESA               | Suche nach Exoplaneten mittels Transitmethode |
| Nancy Grace Roman      | Nancy Grace Roman                 | 2027 (geplant)           |              | Sichtbares Licht, nahes IR     | NASA              | |
| ARIEL                  |                                   | 2029 (geplant)           |              | Sichtbares Licht und nahes IR  | ESA               | Charakterisierung der chemischen Zusammensetzung von Exoplaneten |

## Privatprojekte
Um das Jahr 2012 kündigten mehrere private Raumfahrtunternehmen und Betreiber den Start und Einsatz von Weltraumteleskopen an. Planetary Resources plante den Bau und Einsatz mehrerer Teleskope Arkyd-100 Leo Space Telescope zur Detektion von Asteroiden und anderen Objekten, die in Zukunft für Asteroidenbergbau geeignet sein könnten. Die B612 Foundation plante den Start eines IR-Weltraumteleskopes Sentinel für das Jahr 2017, das für die Kartographierung und Früherkennung Erdnaher Objekte verwendet werden sollte.
Das deutsche Projekt Public Telescope kündigte den Start eines Weltraumteleskops für den ultravioletten und sichtbaren Spektralbereich ab 2019 an, welches neben der Wissenschaft auch von der Amateurastronomie sowie für die Bildung genutzt werden solle. Die International Lunar Observatory Association kündigte für 2015 ein Observatorium in der Südpolregion des Monds an. Stand April 2020 ist von diesen Projekte nur noch Letzteres aktiv, allerdings ohne konkreten Starttermin.
Das chinesische Unternehmen Origin Space startete am 11. Juni 2021 das kleine Weltraumteleskop Yangwang-1, das einen möglichen Asteroidenbergbau vorbereiten sollte.